# Coptotermocola clavicornis
Coptotermocola clavicornis (лат.) — вид термитофильных коротконадкрылых жуков из подсемейства Aleocharinae, единственный в составе монотипического рода Coptotermocola. Юго-Восточная Азия: Малайзия (Selangor, Ulu Gombak). Длина около 2 мм (1,71—2,16). Тело красновато-коричневое. Усики 11-члениковые. Крылья развиты. Переднеспинка выпуклая и дорсально накрывает голову, поперечная (длина переднегрудки — 0,55—0,62 мм, ширина — 0,91—1,02 мм) с 11 парами макрощетинок. Надкрылья субквадратные (длина — 0,50—0,60 мм, ширина — 0,51—0,63 мм) с 2 латеральными и 3 дискальными парами макрощетинок. Передние и средние лапки 4-члениковые, а задние состоят из 5 члеников (формула лапок: 4-4-5). Нижнечелюстные щупики 4-члениковые, а нижнегубные состоят из 3 сегментов. Обнаружены в гнёздах термитов Coptotermes gestroi (Wasmann, 1896) (Rhinotermitidae); термитник найден в гниющем бревне рядом с рекой.
Вместе с родами Coptophysa Roisin & Pasteels, 1990, Coptophysella Roisin & Pasteels, 1990, Coptoxenus Kistner, 1976, Hetairotermes Cameron, 1920, Japanophilus Maruyama & Iwata, 2002, Sinophilus Kistner, 1985 и Termitobra Seevers, 1957 образует подтрибу Hetairotermitina.